# Ingenieros de Mundo Anillo
Los Ingenieros de Mundo Anillo, libro del escritor Larry Niven. Fue publicado en 1980.

«Los Ingenieros de Mundo Anillo». Es la primera secuela de la popular novela Mundo Anillo.
En la introducción de la novela, Niven aclara que no tenía intención de escribir una continuación, sin embargo, lo hizo en gran parte por el apoyo de sus seguidores y también por los fallos identificados por los mismos lectores en la ingeniería del anillo. El mayor problema que el Mundo Anillo presenta, al ser una estructura rígida, es que no está en órbita alrededor de la estrella, sino que al hacer una trayectoria circular, eventualmente deriva, resultaría en un choque inminente con su sol. En la misma introducción de la novela, Niven explica que en el año de 1971 en la Convención Mundial de Ciencia Ficción, un grupo de estudiantes del MIT protestaban y coreaban: "El Mundo Anillo es inestable". Este tema de ingeniería se trata en la novela.

## Argumento
El tema se centra en la inestabilidad del mundo anillo e inminente choque con su sol con lo que morirían todos los seres que viven en el Mundo Anillo. El reciente depuesto líder de los titerotes nombrado "Ser Último", secuestra al humano y viajero en la primera expedición Louis Wu, convertido en un cableta dependiente de impulsos eléctricos para estar en continuo estado de placer, y a Interlocutor de Animales, guerrero de la raza Kzinti y también viajero en la primera expedición, ahora con un rango y nombre de nobleza: Chmeee. El arriesgado plan del titerote consiste en viajar en la nave "La Aguja Candente del Interrogatorio" al Mundo Anillo y llevar nuevas tecnologías a su raza para recuperar su puesto de líder.
Al llegar al Mundo Anillo lo encuentran en una órbita de deriva y a pocos meses de impactarse con su sol. En el transcurso de la novela Louis y Chmeee exploran el mundo anillo el cual se encuentra deteriorado ecológicamente, para encontrar dónde se halla un posible centro de reparaciones de los constructores del Mundo Anillo. En este viaje conocen varias especies de homínidos que han evolucionado y encuentran mapas a escala real en uno de los grandes océanos en los que se incluyen entre otros, los planetas Kzin, La Tierra y Marte.
En el planeta Marte encuentran el centro de control y reparaciones del Mundo Anillo. Éste cuenta con un inmenso volumen de salas y cuartos ya que el mapa no está esculpido en la superficie del anillo sino que es un espacio vacío. Este centro de control tiene espacio suficiente para que miles de Protectores Pak, que fueron los constructores, vivan y se alimenten de la planta "Árbol de la Vida". Otros cuartos controlan el "Sistema de Defensa de Meteoritos" que utiliza el cable superconductor dentro de la estructura base del Mundo Anillo, "Scrith", para manipular el campo magnético del sol y crear un rayo láser de plasma.
En el proceso de investigar el cuarto de control y aprender nuevas tecnologías descubren que Teela Brown, humana viajera de la primera expedición y que decidió quedarse en el Mundo Anillo hace 20 años, se ha convertido en una Protectora Pak por haber comido del "Árbol de la Vida". Se inicia una batalla ya que Teela Brown sabe cómo impedir que el Mundo Anillo se destruya, pero no puede realizar esta tarea dada su naturaleza de "Protectora Pak" con la que no puede dañar homínidos del Mundo Anillo y esta tarea implicaría matar a millones de ellos en los bordes del anillo.
Louis Wu y Chmeee ganan la batalla y descubren como salvar al Mundo Anillo. Pero antes de realizar esto, Louis Wu destruye los motores de la nave "La Aguja Candente del Interrogatorio" para impedir que el Ser Último escape y en lugar de ello ayude a salvar al anillo. Con esto Louis sella la suerte de todos los miembros de la expedición, obligándolos a permanecer en el Mundo Anillo.

## Secuelas
- 1996 - Trono de Mundo Anillo
- 2004 - Hijos de Mundo Anillo

## Referencia bibliográfica
- 1980 - Ingenieros de Mundo Anillo. Ed. Martínez Roca (1987), Ed. La Factoría de Ideas (2003)